# セルバ甲南山手
セルバ甲南山手（セルバこうなんやまて）は、兵庫県神戸市東灘区に所在する複合商業施設（再開発ビル）である。

## 概要
国道2号線沿い、芦屋市との市境付近に立地する。建物は鉄筋コンクリート造地下1階地上13階建て。地下1階から6階までが商業施設で、関西スーパーマーケットをはじめとする複数のテナントで構成されている。上階はマンションの「カサ・セルバ」になっている。
「セルバ」とは、スペイン語で「森」を意味する言葉である。

## 歴史
1932年（昭和7年）に前身となる森市場が開業した。森市場は木造建築、面積は約6600m2、店舗数は100以上であった。森市場は阪神間でトップの売上があった。森市場は1990年（平成2年）2月28日まで営業を続けた。
建て替えを経て、1992年（平成4年）10月27日に名称を森市場からセルバに変更して再開業した。開業当初の核店舗はニチイ（後のマイカル、現・イオンリテール）が運営する東神戸サティであった。
1996年（平成8年）10月1日に、施設の北方に甲南山手駅が開業し、鉄道でのアクセスがしやすくなった。また、甲南山手駅の開業に伴い、東神戸サティは甲南山手サティに名称変更した。
甲南山手サティは競争の激化による売上の低迷を受けて2003年（平成15年）7月末に閉店した。
同年11月に、サティに代わる新たな核店舗として関西スーパーマーケットが開店した。関西スーパーマーケットは2020年（令和2年）4月21日にリニューアルオープンした。

## テナント
セルバ甲南山手の商業区画のうち、地下1階と1階、2階は「セルバ名店会」に加盟している店舗と加盟していない店舗が混在している。3階以上は加盟していない店舗のみで構成されている。
「セルバ名店会」に加盟する店舗は、森市場時代から当地で営業してきた店舗も多い。鮮魚店や精肉店、八百屋や漬物店、惣菜店などが並ぶ。

### その他の店舗
- 関西スーパーマーケット（地下1階[10]）
- アルカドラッグ（1階）
- しまむら（2階）
- ワッツ[12]（3階）
- 西松屋（4階）

### 過去に存在した店舗
- 甲南山手サティ - 2003年（平成15年）7月閉店[13]
- ダイソー - 2009年（平成21年）9月閉店[13]